# NoLIta
Nolita, parfois écrit NoLIta (North of Little Italy, en français nord de la Petite Italie), est un quartier du sud de l'arrondissement de Manhattan, à New York.

## Géographie
Nolita est délimité au nord par Houston Street, à l'est par Bowery, au sud par Broome Street, et à l'ouest par Lafayette Street. Il s'étend à l'est de SoHo, au sud de NoHo, à l'ouest du Lower East Side, et au nord de Little Italy et Chinatown.

## Description
Le quartier a longtemps été considéré comme une partie de Little Italy, mais a perdu son caractère italo-américain, ceux-ci s'étant dispersés vers les autres arrondissements de la ville et en banlieue. À partir du milieu des années 1990, le quartier a vu un afflux de yuppies dans le quartier, et un développement des restaurants et bars.
Ayant déjà essayé en vain de sonder le voisinage dans le cadre de SoHo, les promoteurs immobiliers ont proposé plusieurs noms pour ce nouveau quartier haut de gamme. Le premier nom choisi a d'abord été tiré d'une campagne publicitaire nommé The Village Voice puis NoLiTa, nom définitif choisi par l'agent immobilier William R. MacLeod Jr. en 1994. Ce nom suit la tendance des noms dits « valise » lancée par SoHo (sud de Houston Street) et TriBeCa (Triangle Below Canal Street) qui coupe plusieurs mots pour n'en faire qu'un seul.

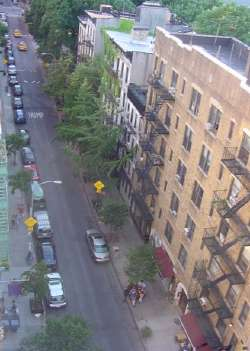
Mott Street entre Houston Street et Prince Street

Le quartier comprend St. Patrick's Old Cathedral, à l'angle des rues Prince et Mott, qui a ouvert en 1815 et a été reconstruit en 1868 après un incendie. Ce bâtiment a servi à la ville de New York de cathédrale catholique romaine jusqu'à ce que la nouvelle St. Patrick's Cathedral fut ouverte sur la cinquième avenue en 1879. St. Patrick's Old Cathedral est maintenant une église paroissiale.
Un autre grand bâtiment dans Nolita est le Puck Building, un ouvrage orné construit en 1885 à l'angle des rues Lafayette et Houston, qui abritait le quartier général de l'ancien Puck Magazine.

## Homonymie
- En 2004, la chanteuse Keren Ann sort un album intitulé Nolita, en référence à ce quartier.
- En 2007, la chanteuse Vanessa Carlton sort un single intitulé Nolita Fairytale (extrait de son troisième album Heroes & Thieves) faisant référence à son choix de vivre dans ce quartier.